# Personen der Etter-Rose-Hampel-Gruppe
Die Liste der Personen der Etter-Rose-Hampel-Gruppe ist eine Ergänzung zum Artikel über die Etter-Rose-Hampel-Gruppe, ein Zusammenschluss von Widerstandskämpfern gegen den Nationalsozialismus in Hamburg.

## C
- Wilhelm Clasen (30. Januar 1883 bis 3. Mai 1945), SPD-Mitglied seit 1918, war der Stiefvater von Barbara Dollwetzel und wurde am 16. Juni 1943 mit der ganzen Familie verhaftet. Am 31. Mai 1944 überführte man ihn aus dem Polizeigefängnis Fuhlsbüttel als Polizeihäftling in das KZ Neuengamme. Er starb beim Untergang der Cap Arcona.[1]
- Clara Clasen war die Witwe des am 25. September 1933 im KZ Fuhlsbüttel ermordeten Max Dollwetzel und die Mutter von Barbara Dollwetzel. Sie war aktiv in der Internationalen Arbeiterhilfe und der Roten Hilfe. Am 16. Juni 1943 wurde sie mit der ganzen Familie verhaftet. Am 20. April 1944 erfolgte ihre Überstellung von Fuhlsbüttel in das KZ Ravensbrück, dort überlebte sie gemeinsam mit ihrer Tochter.[1]

## D
- Barbara Dollwetzel (29. Januar 1920 bis 21. April 2013), später Barbara Reimann, Tochter von Max Dollwetzel und Clara Clasen, war eine Freundin von Max Kristeller und schloss sich um 1936 der Gruppe an. Sie wurde am 16. Juni 1943 auf ihrer Arbeitsstelle verhaftet, wie am selben Tag auch ihre Mutter, deren Ehemann und ihre Patentante Wilhelmine Hundert. Am 20. April 1944 erfolgte die Überstellung von Fuhlsbüttel in das KZ Ravensbrück, dort hat sie gemeinsam mit ihrer Mutter überlebt.[2][3]

## E

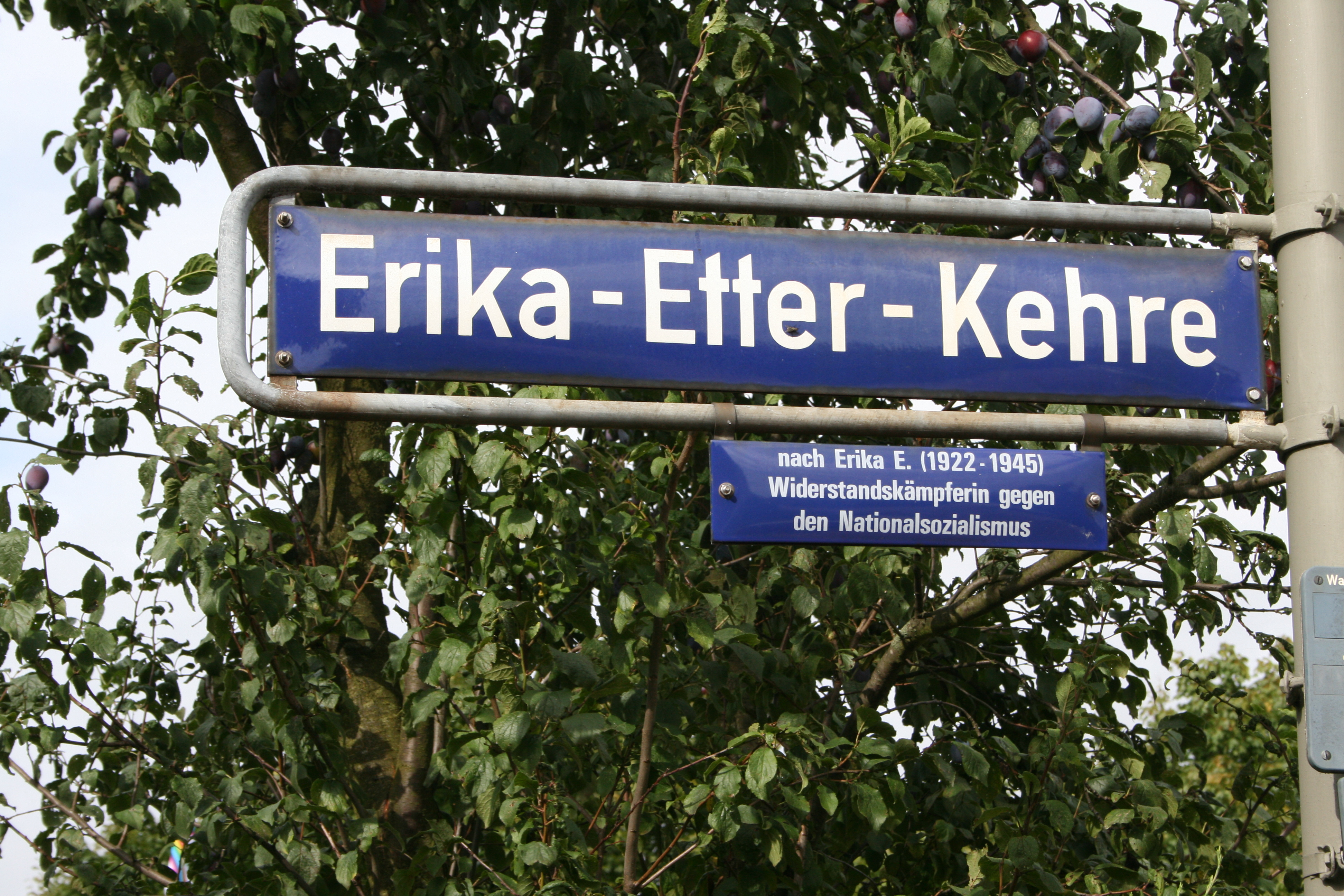
Erika-Etter-Kehre in Hamburg-Allermöhe

- Marie Engler, wurde am 1. April 1944 nach dem Einsatz des Provokateurs Herbert Lübbers verhaftet.[4]
- Otto Engler, wurde am 1. April 1944 nach dem Einsatz des Provokateurs Herbert Lübbers verhaftet.[4]
- Erika Etter (22. September 1922 bis 21. April 1945), geborene Schulz, Tochter von Adolf und Charlotte Schulz, ermordet bei einem Verbrechen der Endphase im KZ Neuengamme. Sie wurde am 17. Mai 1944 nach dem Einsatz des Provokateurs Herbert Lübbers verhaftet.[4][5]
- Werner Etter (16. September 1913 bis 19. Februar 1945), hingerichtet im Zuchthaus Brandenburg. Er wurde am 21. März 1944 verhaftet nach dem Einsatz des Provokateurs Herbert Lübbers.[4][6]

## G
- Hannes Gehrke, gehörte zum anfänglichen Stamm der Gruppe[7]
- Ursula Gehrke, schloss sich um 1937 der Gruppe an, wurde am 11. Januar 1945 in einem Evakuierungsort in Oberschlesien verhaftet und wurde in das Polizeigefängnis Fuhlsbüttel überstellt. Im April 1945 überlebte sie den „Evakuierungsmarsch“ in das Arbeitserziehungslager Kiel-Hassee.[2]

## H

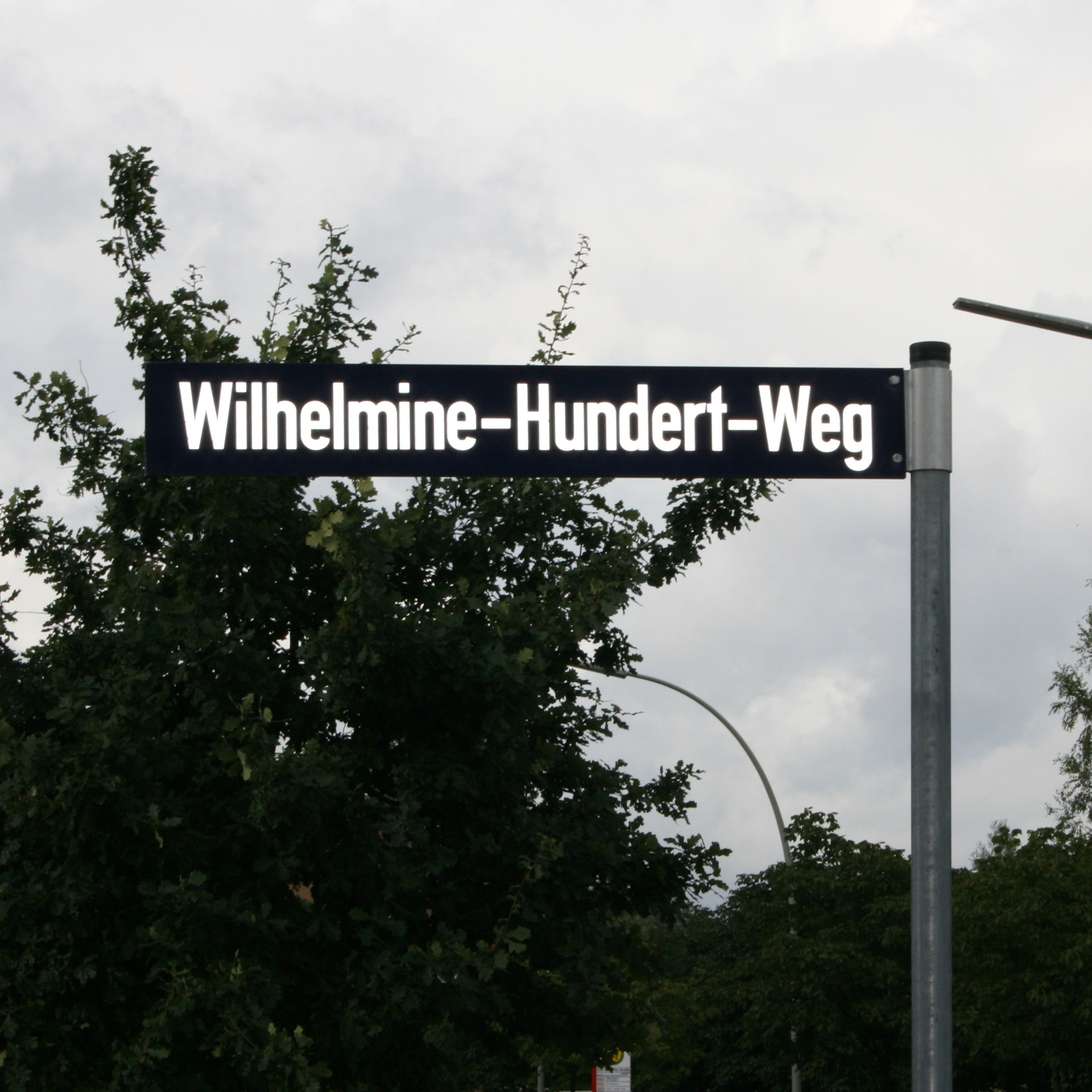
Wilhelmine-Hundert-Weg in Hamburg-Allermöhe

- Willi Hase, wurde am 21. März 1944 verhaftet nach dem Einsatz des Provokateurs Herbert Lübbers.[4]
- Ernst Hampel (16. September 1919 bis 20. April 1945), hingerichtet im Zuchthaus Brandenburg; gehörte zum anfänglichen Stamm der Gruppe, wurde am 3. Juni 1943 an seinem Truppenstandort in Rendsburg verhaftet.[7]
- Hugo Hecht (21. Januar 1905 bis 1945, genaues Todesdatum unbekannt), wurde am 17. Januar 1945 aus dem KZ Auschwitz in das KZ Groß-Rosen überführt und gilt seither als verschollen. Er schloss sich um 1937 der Gruppe an, wurde am 14. Mai 1943 verhaftet. Am 31. Mai 1944 überführte man ihn als Polizeihäftling in das KZ Neuengamme, Ende Juli erfolgte zunächst die Rückführung nach Fuhlsbüttel und am 7. August 1944 die Überstellung in das KZ Auschwitz.[8]
- Wilma Hecht, schloss sich um 1937 der Gruppe an[7]
- Franz Heitgres, Ehemann von Minka Heitgres, schloss sich um 1937 der Gruppe an, wurde am 10. Mai 1943 verhaftet.[9]
- Minka Heitgres, Ehefrau von Franz Heitgres, schloss sich um 1937 der Gruppe an, wurde am 10. Mai 1943 verhaftet, Anfang Juli 1943 wieder entlassen.[10]
- Karl Hellbach (jun.), gehörte zum anfänglichen Stamm der Gruppe, wurde am 11. Mai 1943 verhaftet, er war zu dieser Zeit Soldat auf Fronturlaub.[2]
- Karl Hellbach (sen.), wurde am 11. März 1944 verhaftet nach dem Einsatz des Provokateurs Herbert Lübbers.[4]
- Magdalene Hellbach, Ehefrau von Karl Hellbach (sen.) und Mutter von Karl Hellbach (jun.). Sie wurde am 11. März 1944 verhaftet nach dem Einsatz des Provokateurs Herbert Lübbers.[4]
- Wilhelmine Hundert (4. Juli 1887 bis April 1945), ermordet nach der Überführung aus dem KZ Ravensbrück in ein Arbeitskommando nach Oranienburg. Sie war die Patentante von Barbara Dollwetzel und wurde am 16. Juni 1943 mitsamt dieser, deren Mutter und Stiefvater verhaftet.[2][3]

## J
- Ludwig Jörn, schloss sich um 1936 der Gruppe an.[7]

## K
- Max Kristeller, gehörte zum anfänglichen Stamm der Gruppe, wurde am 5. Mai 1943 als angeblicher Anführer der Gruppe der Nichtvorbestraften verhaftet. Er saß 16 Monate im Polizeigefängnis Fuhlsbüttel ein, davon 13 Monate in verschärfter Einzelhaft. Am 7. August 1944 erfolgte seine Deportation in das KZ Auschwitz und wurde dort zum Arbeitsdienst selektiert. Er erlebte die Befreiung im KZ Ebensee.[11] Nach dem Krieg eröffnete er in Hamburg die Kunsthandlung Kristeller.

## L
- Ada Löwe, Verlobte von Ernst Hampel, gehörte zum anfänglichen Stamm der Gruppe, wurde am 25. September 1943 im Evakuierungsort Gößweinstein verhaftet. Nach der vorübergehenden Inhaftierung in Fuhlsbüttel wurde sie wie Clara Clasen und Barbara Dollwetzel nach Ravensbrück deportiert und dort im April 1945 von alliierten Kräften befreit.[2]
- Max Löwe, Vater von Ada Löwe (30. Mai 1889 bis 24. November 1944), im KZ Stutthof ermordet. Er wurde am 25. September 1943 im Evakuierungsort Gößweinstein verhaftet. Am 31. Mai 1944 überführte man ihn als Polizeihäftling in das KZ Neuengamme, Ende Juli erfolgte zunächst die Rückführung nach Fuhlsbüttel und am 7. August 1944 die Deportation in das KZ Auschwitz.[12]

## M
- Luise Muhs, geborene Schönfeld,  Tochter von Richard Schönfeld (sen.), wurde am 21. März 1944 verhaftet nach dem Einsatz des Provokateurs Herbert Lübbers.[4]

## R
- Carl Rose, gehörte zum anfänglichen Stamm der Gruppe[7]
- Elisabeth Rose (8. November 1919 bis 2. Februar 1945), im Strafgefängnis Plötzensee hingerichtet; gehörte zum anfänglichen Stamm der Gruppe, wurde am 3. Juni 1943 verhaftet.[7]

## S
- Richard Schönfeld sen. (4. November 1885 bis 18. Januar 1945), starb als Polizeihäftling im KZ Neuengamme. Er wurde am 28. März 1944 nach dem Einsatz des Provokateurs Herbert Lübbers verhaftet.[4]
- Richard Schönfeld jun., wurde am 15. Mai 1943 verhaftet.[7]
- Walter Schönfeld, gehörte zum anfänglichen Stamm der Gruppe und fiel als Soldat im Zweiten Weltkrieg.[7]
- Adolf Schulz (2. September 1886 bis 14. März 1945), Vater von Erich Schulz und Erika Etter, wurde am 8. März 1944 nach dem Einsatz des Provokateurs Herbert Lübbers verhaftet. Er starb an Haftfolgen in der Untersuchungshaftanstalt Hamburg, nachdem er aus dem KZ Neuengamme dorthin verlegt wurde.[4]
- Charlotte Schulz, Frau von Adolf Schulz und Mutter von Erich Schulz und Erika Etter,  wurde am 21. März 1944 nach dem Einsatz des Provokateurs Herbert Lübbers verhaftet. Sie ist die einzig Überlebende der Familie Schulz-Etter.[4]
- Erich Schulz (5. August 1920 bis April 1945), Sohn von Charlotte und Adolf Schulz, Bruder von Erika Etter. Er wurde am 28. März 1944 nach dem Einsatz des Provokateurs Herbert Lübbers verhaftet, am 12. April 1945 aus dem Wehrmachtsgefängnis Altona zur Bewährungskompanie Weichsel entlassen und ist dort nach dem 15. April 1945 verschollen.[4]
- Margarethe Spethmann, Verlobte von Emil Tippmann, wurde am 20. März 1944 verhaftet nach dem Einsatz des Provokateurs Herbert Lübbers.[4]
- Friedrich Stoltenberg (14. Januar 1895 bis 6. April 1945) wurde am 20. März 1944 verhaftet nach dem Einsatz des Provokateurs Herbert Lübbers. Er starb an Haftfolgen in der Untersuchungshaftanstalt Hamburg, nachdem er aus dem KZ Neuengamme dorthin verlegt wurde.[4]

## T
- Emil Tippmann, Verlobter von Margarethe Spethmann, wurde am 20. März 1944 verhaftet nach dem Einsatz des Provokateurs Herbert Lübbers.[4]

## V
- Senta Vogt, verhaftet nach dem Einsatz des Provokateurs Herbert Lübbers am 7. März 1944.[4]